# Élections présidentielles sous la Cinquième République en Guadeloupe
Depuis l'adoption de la Constitution de la Cinquième République française en 1958, dix élections présidentielles ont eu lieu afin d'élire le président de la République. Cette page présente les résultats de ces élections en Guadeloupe.

## Synthèse des résultats du second tour
Excepté en 1981 où Valéry Giscard d'Estaing (78,46 %) arrive en tête devant François Mitterrand avec 30 points de plus qu'au niveau national, la Guadeloupe vote traditionnellement plus à gauche que la France. En 1995 et en 2007, Lionel Jospin (55,1 %) et Ségolène Royal (50,83 %) arrivent en tête du second tour. En 2012, François Hollande (71,94 %) obtient 20 points de plus qu'au niveau national. En 2017, Emmanuel Macron (75,13 %) obtient 9 points de plus.
| année | Répartition des exprimés | Répartition des exprimés | Participation (% des inscrits) | Blancs ou nuls (% des votants) |

| 2017 | Emmanuel Macron (75,13 %) (France : 66,10 %) | Marine Le Pen (24,87 %) (France : 33,90 %) | 49,23 % (France : 77,77 %) | 4,56 % (France : 2,47 %) |

| 2012 | François Hollande (71,94 %) (France : 51,64 %) | Nicolas Sarkozy (28,06 %) (France : 48,36 %) | 52,51 % (France : 80,35 %) | 7,26 % (France : 5,82 %) |

| 2007 | Nicolas Sarkozy (49,17 %) (France : 53,06 %) | Ségolène Royal (50,83 %) (France : 46,94 %) | 59,14 % (France : 83,97 %) | 6,4 % (France : 4,20 %) |

| 2002 | Jacques Chirac (91,28 %) (France : 82,21 %) | J.-M. Le Pen (8,72 %) (France : 17,79 %) | 34,13 % (France : 79,71 %) | 4,35 % (France : 3,38 %) |

| 1995 | Jacques Chirac (44,9 %) (France : 52,64 %) | Lionel Jospin (55,1 %) (France : 47,36 %) | 35,47 % (France : 78,38 %) | 7,16 % (France : 2,81 %) |

| 1988 | François Mitterrand (69,41 %) (France : 54,02 %) | Jacques Chirac (30,59 %) (France : 45,98 % %) | 41,87 % (France : 81,35 %) | 6,67 % (France : 2,00 %) |

| 1981 | François Mitterrand (21,54 %) (France : 51,76 %) | Valéry Giscard d'Estaing (78,46 %) (France : 48,24 %) | 39,67 % (France : 81,09 %) | 3,03 % (France : 1,62 %) |

| 1974 | Valéry Giscard d'Estaing (43,61 %) (France : 50,81 %) | François Mitterrand (56,39 %) (France : 49,19 %) | 35,31 % (France : 84,23 %) | 3,46 % (France : 0,92 %) |

| 1969 | Georges Pompidou (81,97 %) (France : 58,21 %) | Alain Poher (18,03 %) (France : 41,79 %) | 32,49 % (France : 77,59 %) | 3 % (France : 1,29 %) |

| 1965 | Charles de Gaulle (85,91 %) (France : 55,20 %) | François Mitterrand (14,09 %) (France : 44,80 %) | 62,84 % (France : 84,75 %) | 0,57 % (France : 1,01 %) |

|  | ▲ |

## Résultats détaillés par scrutin

### 2017
Le premier tour de l'élection présidentielle de 2017 voit s'affronter onze candidats. Emmanuel Macron arrive en tête devant Marine Le Pen et tous deux se qualifient pour le second tour. Néanmoins, avec François Fillon et Jean-Luc Mélenchon, les scores des quatre candidats ayant recueilli le plus de voix sont serrés (4,43 points entre le 1er et le 4e). Pour la première fois, aucun des candidats des deux partis politiques pourvoyeurs jusque-là des présidents de la Ve République, n'est présent au second tour. Celui-ci se tient le dimanche 7 mai et se solde par la victoire d'Emmanuel Macron, avec un total de 20 753 798 bulletins de vote en sa faveur, soit 66,10 % des suffrages exprimés, face à la candidate du Front national, qui recueille 33,90 %. Le scrutin est néanmoins marqué par une forte abstention et par un record de votes blancs ou nuls.
En Guadeloupe, Emmanuel Macron arrive en tête du premier tour avec 30,23 % des exprimés, suivi de Jean-Luc Mélenchon (24,13 %), François Fillon (14,53 %), Marine Le Pen (13,51 %) et Benoît Hamon (9,95 %). Au second tour, les électeurs ont voté à 75,13 % pour Emmanuel Macron contre 24,87 % pour Marine Le Pen avec un taux de participation de 49,23 % des inscrits.
|             | EM          | Emmanuel Macron       | 33 930  | 30,23 %    | 100 635 | 75,13 %    |  |  |
|             | LFi         | Jean-Luc Mélenchon    | 27 081  | 24,13 %    |         |            |  |  |
|             | LR          | François Fillon       | 16 305  | 14,53 %    |         |            |  |  |
|             | FN          | Marine Le Pen         | 15 159  | 13,51 %    | 33 310  | 24,87 %    |  |  |
|             | PS          | Benoît Hamon          | 11 165  | 9,95 %     |         |            |  |  |
|             | NPA         | Philippe Poutou       | 2 300   | 2,05 %     |         |            |  |  |
|             | DlF         | Nicolas Dupont-Aignan | 2 042   | 1,82 %     |         |            |  |  |
|             | LO          | Nathalie Arthaud      | 1 972   | 1,76 %     |         |            |  |  |
|             | UPR         | François Asselineau   | 1 312   | 1,17 %     |         |            |  |  |
|             | RES         | Jean Lassalle         | 650     | 0,58 %     |         |            |  |  |
|             | SeP         | Jacques Cheminade     | 326     | 0,29 %     |         |            |  |  |
|             |             |                       |         |            |         |            |  |  |
|             |             |                       | Nombre  | % inscrits | Nombre  | % inscrits |  |  |
| Inscrits    | Inscrits    | Inscrits              | 316 345 |            | 316 062 |            |  |  |
| Abstentions | Abstentions | Abstentions           | 189 694 | 59,96 %    | 160 452 | 50,77 %    |  |  |
| Votants     | Votants     | Votants               | 126 651 | 40,04 %    | 155 610 | 49,23 %    |  |  |
|             |             |                       |         |            |         |            |  |  |
|             |             |                       |         | % votants  |         | % votants  |  |  |
| Blancs      | Blancs      | Blancs                | 5 630   | 1,78 %     | 10 321  | 3,27 %     |  |  |
| Nuls        | Nuls        | Nuls                  | 8 779   | 2,78 %     | 11 344  | 3,59 %     |  |  |
| Exprimés    | Exprimés    | Exprimés              | 112 242 | 35,48 %    | 133 945 | 42,38 %    |  |  |

### 2012
Hollande, désigné par le PS à la suite d'une primaire ouverte, devance Sarkozy dès le premier tour de l'élection présidentielle de 2012 : c'est la première fois qu'un président sortant est ainsi devancé. Au second tour, Sarkozy est battu mais par un écart plus faible qu'attendu.
En Guadeloupe, François Hollande arrive en tête du premier tour avec 57 % des exprimés, suivi de Nicolas Sarkozy (23,4 %), Jean-Luc Mélenchon (5,38 %), Marine Le Pen (5,16 %) et François Bayrou (4,73 %). Au second tour, les électeurs ont voté à 71,94 % pour François Hollande contre 28,06 % pour Nicolas Sarkozy avec un taux de participation de 62,15 % des inscrits.
|                | PS             | François Hollande     | 82 735  | 57 %       | 123 737 | 71,94 %    |  |  |
|                | UMP            | Nicolas Sarkozy       | 33 973  | 23,4 %     | 48 271  | 28,06 %    |  |  |
|                | FG             | Jean-Luc Mélenchon    | 7 806   | 5,38 %     |         |            |  |  |
|                | FN             | Marine Le Pen         | 7 486   | 5,16 %     |         |            |  |  |
|                | MoDem          | François Bayrou       | 6 861   | 4,73 %     |         |            |  |  |
|                | EELV           | Éva Joly              | 2 134   | 1,47 %     |         |            |  |  |
|                | LO             | Nathalie Arthaud      | 1 335   | 0,92 %     |         |            |  |  |
|                | DLF            | Nicolas Dupont-Aignan | 1 237   | 0,85 %     |         |            |  |  |
|                | NPA            | Philippe Poutou       | 1 151   | 0,79 %     |         |            |  |  |
|                | S&P            | Jacques Cheminade     | 441     | 0,3 %      |         |            |  |  |
|                |                |                       |         |            |         |            |  |  |
|                |                |                       | Nombre  | % inscrits | Nombre  | % inscrits |  |  |
| Inscrits       | Inscrits       | Inscrits              | 298 108 |            | 298 169 |            |  |  |
| Abstentions    | Abstentions    | Abstentions           | 141 585 | 47,49 %    | 112 867 | 37,85 %    |  |  |
| Votants        | Votants        | Votants               | 156 523 | 52,51 %    | 185 302 | 62,15 %    |  |  |
|                |                |                       |         |            |         |            |  |  |
|                |                |                       |         | % votants  |         | % votants  |  |  |
| Blancs ou nuls | Blancs ou nuls | Blancs ou nuls        | 11 364  | 7,26 %     | 13 294  | 7,17 %     |  |  |
| Exprimés       | Exprimés       | Exprimés              | 145 159 | 92,74 %    | 172 008 | 92,74 %    |  |  |

### 2007
Au premier tour de l'élection présidentielle de 2007, Sarkozy réussit à capter une partie des voix de Le Pen et arrive largement en tête. Royal est la première femme qualifiée pour le second tour d'une élection présidentielle. Elle est battue avec une avance de 6 points.
En Guadeloupe, Nicolas Sarkozy arrive en tête du premier tour avec 42,63 % des exprimés, suivi de Ségolène Royal (38,28 %), François Bayrou (8,51 %), Jean-Marie Le Pen (3,18 %) et Olivier Besancenot (2,55 %). Au second tour, les électeurs ont voté à 49,17 % pour Nicolas Sarkozy contre 50,83 % pour Ségolène Royal avec un taux de participation de 65,48 % des inscrits.
|                | UMP            | Nicolas Sarkozy      | 71 568  | 42,63 %    | 92 387  | 49,17 %    |  |  |
|                | PS             | Ségolène Royal       | 64 261  | 38,28 %    | 95 510  | 50,83 %    |  |  |
|                | UDF            | François Bayrou      | 14 292  | 8,51 %     |         |            |  |  |
|                | FN             | Jean-Marie Le Pen    | 5 335   | 3,18 %     |         |            |  |  |
|                | LCR            | Olivier Besancenot   | 4 276   | 2,55 %     |         |            |  |  |
|                | Les Verts      | Dominique Voynet     | 2 036   | 1,21 %     |         |            |  |  |
|                | LO             | Arlette Laguiller    | 1 834   | 1,09 %     |         |            |  |  |
|                | SE             | José Bové            | 1 560   | 0,93 %     |         |            |  |  |
|                | GPA            | Marie-George Buffet  | 1 252   | 0,75 %     |         |            |  |  |
|                | MPF            | Philippe de Villiers | 790     | 0,47 %     |         |            |  |  |
|                | CPNT           | Frédéric Nihous      | 383     | 0,23 %     |         |            |  |  |
|                | CNRSP          | Gérard Schivardi     | 301     | 0,18 %     |         |            |  |  |
|                |                |                      |         |            |         |            |  |  |
|                |                |                      | Nombre  | % inscrits | Nombre  | % inscrits |  |  |
| Inscrits       | Inscrits       | Inscrits             | 303 311 |            | 303 222 |            |  |  |
| Abstentions    | Abstentions    | Abstentions          | 123 946 | 40,86 %    | 104 685 | 34,52 %    |  |  |
| Votants        | Votants        | Votants              | 179 365 | 59,14 %    | 198 537 | 65,48 %    |  |  |
|                |                |                      |         |            |         |            |  |  |
|                |                |                      |         | % votants  |         | % votants  |  |  |
| Blancs ou nuls | Blancs ou nuls | Blancs ou nuls       | 11 477  | 6,4 %      | 10 640  | 5,36 %     |  |  |
| Exprimés       | Exprimés       | Exprimés             | 167 888 | 93,6 %     | 187 897 | 94,64 %    |  |  |

### 2002
Après cinq années de cohabitation, un duel est attendu entre Chirac et le Premier ministre Jospin lors de l'élection présidentielle de 2002, mais, à la surprise générale, ce dernier est devancé par Le Pen au premier tour. Au second tour, Chirac bénéficie du ralliement de la gauche et reçoit un score sans précédent. Il s'agit de la première élection pour un mandat de cinq ans et non plus sept.
En Guadeloupe, Christiane Taubira arrive en tête du premier tour avec 37,22 % des exprimés, suivi de Jacques  Chirac (28,9 %), Lionel  Jospin (23,12 %), Jean-Marie  Le Pen (2,94 %) et Jean-Pierre  Chevenement (1,42 %). Au second tour, les électeurs ont voté à 91,28 % pour Jacques  Chirac contre 8,72 % pour Jean-Marie  Le Pen avec un taux de participation de 38,87 % des inscrits.
|                | PRG            | Christiane Taubira      | 34 210  | 37,22 %    |         |            |  |  |
|                | RPR            | Jacques Chirac          | 26 557  | 28,9 %     | 93 038  | 91,28 %    |  |  |
|                | PS             | Lionel Jospin           | 21 253  | 23,12 %    |         |            |  |  |
|                | FN             | Jean-Marie Le Pen       | 2 702   | 2,94 %     | 8 889   | 8,72 %     |  |  |
|                | MC             | Jean-Pierre Chevènement | 1 302   | 1,42 %     |         |            |  |  |
|                | Les Verts      | Noël Mamère             | 976     | 1,06 %     |         |            |  |  |
|                | LO             | Arlette Laguiller       | 816     | 0,89 %     |         |            |  |  |
|                | UDF            | François Bayrou         | 808     | 0,88 %     |         |            |  |  |
|                | DL             | Alain Madelin           | 695     | 0,76 %     |         |            |  |  |
|                | PC             | Robert Hue              | 605     | 0,66 %     |         |            |  |  |
|                | LCR            | Olivier Besancenot      | 509     | 0,55 %     |         |            |  |  |
|                | FRS            | Christine Boutin        | 485     | 0,53 %     |         |            |  |  |
|                | Cap21          | Corinne Lepage          | 328     | 0,36 %     |         |            |  |  |
|                | MNR            | Bruno Mégret            | 302     | 0,33 %     |         |            |  |  |
|                | CPNT           | Jean Saint-Josse        | 282     | 0,31 %     |         |            |  |  |
|                | PT             | Daniel Gluckstein       | 77      | 0,08 %     |         |            |  |  |
|                |                |                         |         |            |         |            |  |  |
|                |                |                         | Nombre  | % inscrits | Nombre  | % inscrits |  |  |
| Inscrits       | Inscrits       | Inscrits                | 281 550 |            | 281 556 |            |  |  |
| Abstentions    | Abstentions    | Abstentions             | 185 464 | 65,87 %    | 172 120 | 61,13 %    |  |  |
| Votants        | Votants        | Votants                 | 96 086  | 34,13 %    | 109 436 | 38,87 %    |  |  |
|                |                |                         |         |            |         |            |  |  |
|                |                |                         |         | % votants  |         | % votants  |  |  |
| Blancs ou nuls | Blancs ou nuls | Blancs ou nuls          | 4 179   | 4,35 %     | 7 509   | 6,86 %     |  |  |
| Exprimés       | Exprimés       | Exprimés                | 91 907  | 95,65 %    | 101 927 | 93,14 %    |  |  |

### 1995
Après une nouvelle cohabitation et alors que la droite est particulièrement divisée entre Chirac et le Premier ministre Balladur, Jospin réussit à arriver en tête au premier tour de l'élection présidentielle de 1995, malgré la très lourde défaite de la gauche aux législatives de 1993. Au second tour, il est battu par Chirac.
En Guadeloupe, Jacques Chirac arrive en tête du premier tour avec 38,24 % des exprimés, suivi de Lionel Jospin (35,13 %), Édouard Balladur (14,55 %), Robert Hue (3,57 %) et Jean-Marie Le Pen (3,06 %). Au second tour, les électeurs ont voté à 55,1 % pour Lionel Jospin contre 44,9 % pour Jacques Chirac avec un taux de participation de 44,81 % des inscrits.
|                | RPR            | Jacques Chirac       | 32 140  | 38,24 %    | 48 580  | 44,9 %     |  |  |
|                | PS             | Lionel Jospin        | 29 529  | 35,13 %    | 59 617  | 55,1 %     |  |  |
|                | RPR            | Édouard Balladur     | 12 226  | 14,55 %    |         |            |  |  |
|                | PC             | Robert Hue           | 3 000   | 3,57 %     |         |            |  |  |
|                | FN             | Jean-Marie Le Pen    | 2 568   | 3,06 %     |         |            |  |  |
|                | LO             | Arlette Laguiller    | 1 894   | 2,25 %     |         |            |  |  |
|                | Les Verts      | Dominique Voynet     | 1 136   | 1,35 %     |         |            |  |  |
|                | S&P            | Jacques Cheminade    | 798     | 0,95 %     |         |            |  |  |
|                | MPF            | Philippe de Villiers | 763     | 0,91 %     |         |            |  |  |
|                |                |                      |         |            |         |            |  |  |
|                |                |                      | Nombre  | % inscrits | Nombre  | % inscrits |  |  |
| Inscrits       | Inscrits       | Inscrits             | 255 269 |            | 255 157 |            |  |  |
| Abstentions    | Abstentions    | Abstentions          | 164 733 | 64,53 %    | 140 822 | 55,19 %    |  |  |
| Votants        | Votants        | Votants              | 90 536  | 35,47 %    | 114 335 | 44,81 %    |  |  |
|                |                |                      |         |            |         |            |  |  |
|                |                |                      |         | % votants  |         | % votants  |  |  |
| Blancs ou nuls | Blancs ou nuls | Blancs ou nuls       | 6 482   | 7,16 %     | 6 138   | 5,37 %     |  |  |
| Exprimés       | Exprimés       | Exprimés             | 84 054  | 92,84 %    | 108 197 | 94,63 %    |  |  |

### 1988
Après deux ans de cohabitation, Mitterrand affronte le Premier ministre Chirac lors de l'élection présidentielle de 1988. Le Pen obtient au premier tour un score jusque-là sans précédent pour un parti d'extrême droite. Au second tour, Mitterrand est facilement réélu.
En Guadeloupe, François Mitterrand arrive en tête du premier tour avec 55,02 % des exprimés, suivi de Jacques Chirac (25,31 %), Raymond Barre (10,56 %), André Lajoinie (5,46 %) et Jean-Marie Le Pen (1,68 %). Au second tour, les électeurs ont voté à 69,41 % pour François Mitterrand contre 30,59 % pour Jacques Chirac avec un taux de participation de 52,09 % des inscrits.
|                | PS                    | François Mitterrand | 42 283  | 55,02 %    | 68 610  | 69,41 %    |  |  |
|                | RPR                   | Jacques Chirac      | 19 452  | 25,31 %    | 30 242  | 30,59 %    |  |  |
|                | SE                    | Raymond Barre       | 8 118   | 10,56 %    |         |            |  |  |
|                | PC                    | André Lajoinie      | 4 197   | 5,46 %     |         |            |  |  |
|                | FN                    | Jean-Marie Le Pen   | 1 292   | 1,68 %     |         |            |  |  |
|                | LO                    | Arlette Laguiller   | 602     | 0,78 %     |         |            |  |  |
|                | Les Verts             | Antoine Waechter    | 452     | 0,59 %     |         |            |  |  |
|                | Communiste rénovateur | Pierre Juquin       | 317     | 0,41 %     |         |            |  |  |
|                | MPT                   | Pierre Boussel      | 140     | 0,18 %     |         |            |  |  |
|                |                       |                     |         |            |         |            |  |  |
|                |                       |                     | Nombre  | % inscrits | Nombre  | % inscrits |  |  |
| Inscrits       | Inscrits              | Inscrits            | 196 670 |            | 197 740 |            |  |  |
| Abstentions    | Abstentions           | Abstentions         | 114 324 | 58,13 %    | 94 729  | 47,91 %    |  |  |
| Votants        | Votants               | Votants             | 82 346  | 41,87 %    | 103 011 | 52,09 %    |  |  |
|                |                       |                     |         |            |         |            |  |  |
|                |                       |                     |         | % votants  |         | % votants  |  |  |
| Blancs ou nuls | Blancs ou nuls        | Blancs ou nuls      | 5 493   | 6,67 %     | 4 159   | 4,04 %     |  |  |
| Exprimés       | Exprimés              | Exprimés            | 76 853  | 93,33 %    | 98 852  | 95,96 %    |  |  |

### 1981
Lors de l'élection présidentielle de 1981, Giscard d'Estaing arrive en tête au premier tour et affronte, comme la fois précédente, Mitterrand. Pour la première fois, un président sortant est battu : Mitterrand devient le premier président de gauche de la Ve République.
En Guadeloupe, Valéry Giscard d'Estaing arrive en tête du premier tour avec 70,84 % des exprimés, suivi de Jacques Chirac (10,05 %), François Mitterrand (9,77 %), Georges Marchais (6,72 %) et Arlette Laguiller (0,69 %). Au second tour, les électeurs ont voté à 56,39 % pour Valéry Giscard d'Estaing contre 21,54 % pour François Mitterrand avec un taux de participation de 48,84 % des inscrits.
|                | UDF            | Valéry Giscard d'Estaing | 48 356  | 70,84 %    | 66 363  | 78,46 %    |  |  |
|                | RPR            | Jacques Chirac           | 6 858   | 10,05 %    |         |            |  |  |
|                | PS             | François Mitterrand      | 6 671   | 9,77 %     | 18 216  | 21,54 %    |  |  |
|                | PC             | Georges Marchais         | 4 584   | 6,72 %     |         |            |  |  |
|                | LO             | Arlette Laguiller        | 472     | 0,69 %     |         |            |  |  |
|                | Divers droite  | Marie-France Garaud      | 376     | 0,55 %     |         |            |  |  |
|                | MEP            | Brice Lalonde            | 333     | 0,49 %     |         |            |  |  |
|                | Divers droite  | Michel Debré             | 229     | 0,34 %     |         |            |  |  |
|                | MRG            | Michel Crépeau           | 212     | 0,31 %     |         |            |  |  |
|                | PSU            | Huguette Bouchardeau     | 174     | 0,25 %     |         |            |  |  |
|                |                |                          |         |            |         |            |  |  |
|                |                |                          | Nombre  | % inscrits | Nombre  | % inscrits |  |  |
| Inscrits       | Inscrits       | Inscrits                 | 177 461 |            | 177 577 |            |  |  |
| Abstentions    | Abstentions    | Abstentions              | 107 061 | 60,33 %    | 90 855  | 51,16 %    |  |  |
| Votants        | Votants        | Votants                  | 70 400  | 39,67 %    | 86 722  | 48,84 %    |  |  |
|                |                |                          |         |            |         |            |  |  |
|                |                |                          |         | % votants  |         | % votants  |  |  |
| Blancs ou nuls | Blancs ou nuls | Blancs ou nuls           | 2 135   | 3,03 %     | 2 143   | 2,47 %     |  |  |
| Exprimés       | Exprimés       | Exprimés                 | 68 265  | 96,97 %    | 84 579  | 97,53 %    |  |  |

### 1974
L'élection présidentielle de 1974 est une élection anticipée à la suite de la mort de Pompidou. Mitterrand, candidat unique de la gauche, est largement en tête au premier tour devant Giscard d'Estaing, qui distance lui-même Chaban-Delmas. Au terme d'une campagne animée, marquée par un débat télévisé tendu, Giscard d'Estaing l'emporte avec une très courte avance.
En Guadeloupe, François Mitterrand arrive en tête du premier tour avec 51,24 % des exprimés, suivi de Jacques Chaban-Delmas (29,88 %), Valéry Giscard d'Estaing (15,83 %), Arlette Laguiller (1,29 %) et Alain Krivine (0,29 %). Au second tour, les électeurs ont voté à 56,39 % pour François Mitterrand contre 43,61 % pour Valéry Giscard d'Estaing avec un taux de participation de 54,79 % des inscrits.
|                | PS             | François Mitterrand      | 25 800  | 51,24 %    | 44 456  | 56,39 %    |  |  |
|                | UDR            | Jacques Chaban-Delmas    | 15 046  | 29,88 %    |         |            |  |  |
|                | RI             | Valéry Giscard d'Estaing | 7 971   | 15,83 %    | 34 386  | 43,61 %    |  |  |
|                | LO             | Arlette Laguiller        | 648     | 1,29 %     |         |            |  |  |
|                | FCR            | Alain Krivine            | 145     | 0,29 %     |         |            |  |  |
|                | SE             | Jean Royer               | 138     | 0,27 %     |         |            |  |  |
|                | MDSF           | Émile Muller             | 126     | 0,25 %     |         |            |  |  |
|                | MFE            | Jean-Claude Sebag        | 122     | 0,24 %     |         |            |  |  |
|                | FN             | Jean-Marie Le Pen        | 111     | 0,22 %     |         |            |  |  |
|                | SE, écologiste | René Dumont              | 107     | 0,21 %     |         |            |  |  |
|                | NAR            | Bertrand Renouvin        | 92      | 0,18 %     |         |            |  |  |
|                |                |                          |         |            |         |            |  |  |
|                |                |                          | Nombre  | % inscrits | Nombre  | % inscrits |  |  |
| Inscrits       | Inscrits       | Inscrits                 | 147 740 |            | 147 738 |            |  |  |
| Abstentions    | Abstentions    | Abstentions              | 95 578  | 64,69 %    | 66 799  | 45,21 %    |  |  |
| Votants        | Votants        | Votants                  | 52 162  | 35,31 %    | 80 939  | 54,79 %    |  |  |
|                |                |                          |         |            |         |            |  |  |
|                |                |                          |         | % votants  |         | % votants  |  |  |
| Blancs ou nuls | Blancs ou nuls | Blancs ou nuls           | 1 807   | 3,46 %     | 2 097   | 2,59 %     |  |  |
| Exprimés       | Exprimés       | Exprimés                 | 50 355  | 96,54 %    | 78 842  | 97,41 %    |  |  |

### 1969
L'élection présidentielle de 1969 est une élection anticipée à la suite de la démission de De Gaulle. La gauche se lance désunie dans la course et, bien que Duclos (PCF) manque de le devancer, c'est le président par intérim Poher qui accède au second tour face à l'ex-Premier ministre Pompidou. Alors que Duclos refuse d'appeler à voter au second tour pour « bonnet blanc ou blanc bonnet », Pompidou est finalement largement élu.
En Guadeloupe, Georges Pompidou arrive en tête du premier tour avec 60,8 % des exprimés, suivi de Jacques Duclos (26,17 %), Alain Poher (8,5 %), Gaston Defferre (3,04 %) et Alain Krivine (0,66 %). Au second tour, les électeurs ont voté à 81,97 % pour Georges Pompidou contre 18,03 % pour Alain Poher avec un taux de participation de 38,19 % des inscrits.
|                | UDR            | Georges Pompidou | 26 064  | 60,8 %     | 40 716  | 81,97 %    |  |  |
|                | PC             | Jacques Duclos   | 11 219  | 26,17 %    |         |            |  |  |
|                | CD             | Alain Poher      | 3 643   | 8,5 %      | 8 956   | 18,03 %    |  |  |
|                | SFIO           | Gaston Defferre  | 1 304   | 3,04 %     |         |            |  |  |
|                | LC             | Alain Krivine    | 281     | 0,66 %     |         |            |  |  |
|                | PSU            | Michel Rocard    | 192     | 0,45 %     |         |            |  |  |
|                | SE             | Louis Ducatel    | 163     | 0,38 %     |         |            |  |  |
|                |                |                  |         |            |         |            |  |  |
|                |                |                  | Nombre  | % inscrits | Nombre  | % inscrits |  |  |
| Inscrits       | Inscrits       | Inscrits         | 136 001 |            | 135 944 |            |  |  |
| Abstentions    | Abstentions    | Abstentions      | 91 808  | 67,51 %    | 84 022  | 61,81 %    |  |  |
| Votants        | Votants        | Votants          | 44 193  | 32,49 %    | 51 922  | 38,19 %    |  |  |
|                |                |                  |         |            |         |            |  |  |
|                |                |                  |         | % votants  |         | % votants  |  |  |
| Blancs ou nuls | Blancs ou nuls | Blancs ou nuls   | 1 327   | 3 %        | 2 250   | 4,33 %     |  |  |
| Exprimés       | Exprimés       | Exprimés         | 42 866  | 97 %       | 49 672  | 95,67 %    |  |  |

### 1965
L'élection présidentielle de 1965 est la première élection au suffrage universel direct à la suite du référendum d'octobre 1962. De Gaulle est mis en ballottage, à la surprise générale, par Mitterrand, candidat unique de la gauche. La campagne du second tour est axée sur l'Europe et les relations internationales ainsi que sur l'armement nucléaire. De Gaulle est finalement réélu avec une large avance.
En Guadeloupe, Charles de Gaulle arrive en tête du premier tour avec 87,96 % des exprimés, suivi de François Mitterrand (10,38 %), Jean-Louis Tixier-Vignancour (0,66 %), Jean Lecanuet (0,63 %) et Pierre Marcilhacy (0,21 %). Au second tour, les électeurs ont voté à 85,91 % pour Charles de Gaulle contre 14,09 % pour François Mitterrand avec un taux de participation de 68,4 % des inscrits.
|                | UNR            | Charles de Gaulle            | 69 752  | 87,96 %    | 74 174  | 85,91 %    |  |  |
|                | CIR            | François Mitterrand          | 8 229   | 10,38 %    | 12 170  | 14,09 %    |  |  |
|                | SE             | Jean-Louis Tixier-Vignancour | 523     | 0,66 %     |         |            |  |  |
|                | MRP            | Jean Lecanuet                | 502     | 0,63 %     |         |            |  |  |
|                | PLE            | Pierre Marcilhacy            | 168     | 0,21 %     |         |            |  |  |
|                | SE             | Marcel Barbu                 | 122     | 0,15 %     |         |            |  |  |
|                |                |                              |         |            |         |            |  |  |
|                |                |                              | Nombre  | % inscrits | Nombre  | % inscrits |  |  |
| Inscrits       | Inscrits       | Inscrits                     | 126 919 |            | 126 929 |            |  |  |
| Abstentions    | Abstentions    | Abstentions                  | 47 166  | 37,16 %    | 40 115  | 31,6 %     |  |  |
| Votants        | Votants        | Votants                      | 79 753  | 62,84 %    | 86 814  | 68,4 %     |  |  |
|                |                |                              |         |            |         |            |  |  |
|                |                |                              |         | % votants  |         | % votants  |  |  |
| Blancs ou nuls | Blancs ou nuls | Blancs ou nuls               | 457     | 0,57 %     | 470     | 0,54 %     |  |  |
| Exprimés       | Exprimés       | Exprimés                     | 79 296  | 99,43 %    | 86 344  | 99,46 %    |  |  |